# Нор шен
Нор шен (вірм. Նոր շեն), Єнікенд (азерб. Yenikənd) — село у Мартунинському районі Нагірно-Карабаської Республіки. Село розташоване за 17 км на північний захід від міста Мартуні, за 2 км на північний захід від села Ашан та за 2 км на північний схід від села Хаці.

## Пам'ятки
В селі розташований міст 1912 р.